# يوسوكي توجي
يوسوكي توجي (باليابانية: 田路 耀介) (مواليد 8 أبريل 2001) هو لاعب كرة قدم ياباني.

## وصلات خارجية
- يوسوكي توجي على موقع رابطة كرة القدم اليابانية للمحترفين (اليابانية)
- يوسوكي توجي على موقع قاعدة بيانات كرة القدم.إي يو (الإنجليزية)
- يوسوكي توجي على موقع Soccerway.com (الإنجليزية)
- يوسوكي توجي على موقع عالم كرة القدم.نت (الإنجليزية)